# Robert Domergue
Pour les articles homonymes, voir Domergue.
Robert Domergue, né le 25 novembre 1921 à Cannes dans le département des Alpes-Maritimes et mort le 22 janvier 2014 à Mougins, est un joueur puis entraîneur de football français.
Comme joueur, il évolue à l'AS Cannes au poste de défenseur central, de la fin des années 1930 au milieu des années 1940.
Devenu entraîneur, il dirige notamment les clubs de Valenciennes pendant quinze saisons, l'Olympique de Marseille, l'AS Monaco, Strasbourg et l'AS Cannes. Il est décrit comme étant un entraineur novateur et passionné lors de son premier passage réussi à Valenciennes, mais il connaît des résultats plus mitigés par la suite, et se voit reproché d’être excessivement autoritaire et entêté.
Il est à la fin de sa carrière l'entraîneur ayant dirigé le plus de matchs professionnels en France. Son record ne sera dépassé que par Guy Roux dans les années 2000.

## Biographie

### Joueur
Fils du président fondateur de l'AS Cannes[Qui ?] et frère de Marcel Domergue (1916-1996, dont le nom sera donné à un stade annexe du club à Cannes), Robert Domergue devient comme son frère joueur de football et de volley-ball du club cannois.
Il débute en équipe première en 1939, alors que son club participe de 1939 à 1943, puis en 1944-1945, aux championnats de France dit « de guerre », dont les résultats ne sont aujourd'hui pas reconnus. Il joue généralement comme défenseur central, parfois auprès de son frère, ou bien latéral. Il est notamment avec son frère vice-champion de France amateur en 1943-1944 (l'AS Cannes s'incline en finale face aux Girondins AS du Port, 2-1 après prolongation),. Après la Seconde guerre mondiale et avec la reprise des compétitions, il joue régulièrement en première division du championnat de France avec son club entre 1946 et 1948, étant souvent cité parmi les meilleurs joueurs de son équipe,, tandis que son frère se consacre dorénavant au volley-ball.
En 1947 il est victime d'une blessure. En 1948, alors que son club connaît d'importants soucis financiers, son transfert, ainsi que celui de plusieurs de ses coéquipiers, au SC Toulon, tout juste promu en Division 2, est annoncé dans la presse, sans qu'il ait semble-t-il donné son accord. Il ne joue plus à un niveau professionnel par la suite.

### Entraîneur novateur à Valenciennes
Dès 1951, (ou 1950 selon d'autres sources), il se voit offrir l'occasion d’entraîner, à l'Olympique d'Alès, en Division 2. Il n'y connaît cependant pas le succès, avec deux saisons terminées à la dernière place du championnat.
En 1953, il est recruté par l'US Valenciennes-Anzin, un club de Division 2 à la santé financière précaire, dont les dirigeants décident d'appointer un entraîneur de métier après l'échec des entraîneurs-joueurs de la saison précédente. C’est le point de départ d'une période faste pour le club. Domergue commence par professionnel le club, en termes d’entraînement et de suivi médical des joueurs notamment. Apôtre du football de mouvement et de la défense en ligne, il parvient progressivement à mettre en application ses idées. Le succès n'est cependant pas immédiat. Après une première saison en demi-teinte (10e), il garde la confiance des dirigeants. La saison suivante est meilleure. Le public ne s'y trompe pas et vient en nombre au Stade Nungesser : le 13 mars 1955, le record d’affluence est battu avec 21 268 spectateurs pour la venue de Sedan. Le VA de Domergue commence à se faire une jolie réputation et l'attaquant néerlandais Petrus van Rhijn, surnommé le Hollandais volant, inscrit 40 buts lors de sa première saison en 1954-1955. Le club obtient la promotion espérée en Division 1 la saison suivante, après une victoire en match de barrage face au rival nordiste Lille. Van Rhijn, auteur de 37 buts, termine une nouvelle fois meilleur buteur du championnat. Les jeunes Édouard Stako et Bernard Chiarelli attirent les regards, ce dernier est même appelé en équipe de France pour des stages.
Pour son retour dans la cour des grands en 1956-1957, VA n'a pas forcément l'effectif pour y perdurer. Domergue déclare même que ses nuits « sont courtes, voire carrément blanches ! ». Le début de saison est difficile mais l'équipe se maintient lors de l'avant-dernière journée de championnat. C'est un évènement puisque c'est la première fois que Valenciennes arrive à se maintenir et ainsi jouer deux saisons de suite en première division. L'année suivante, l'effectif est quasiment identique et le club réalise une saison similaire à la précédente en décrochant un nouveau maintien à l'avant-dernière journée de championnat avec deux points d'avance sur Metz. Van Rhijn et Chiarelli quittent le club à la fin de la saison.
Proche de Georges Boulogne, nommé « instructeur national » de la Fédération française, Domergue est envoyé avec d'autres entraîneurs français observer et analyser les matchs de la Coupe du monde 1958. À son retour, malgré la perte de ces deux joueurs cadres, VA progresse en intégrant des jeunes du centre de formation dans l'équipe première et termine à la 13e place du championnat en 1959 et atteint la finale de la Coupe Charles Drago, perdue face au Racing Club de Lens.
Lors de la saison 1959-60, c'est au tour de Stako de quitter le Hainaut. VA recrute deux jeunes joueurs venant de Giraumont, Serge Masnaghetti et Jean-Claude Piumi, qui deviennent des piliers du nouveau USVA. Les résultats sportifs peinent cependant à suivre. Le club recrute aussi Joseph Bonnel. Les résultats s'améliorent enfin et VA finit à la 8e place. C'est la première fois de son histoire que Valenciennes se place en première partie de tableau, confirmant ainsi sa progression constante depuis sa montée quatre ans plus tôt. Pour poursuivre leur ascension, les dirigeants signent un grand nom du championnat : Thadée Cisowski, triple meilleur buteur de D1, âgé de 33 ans. Il inscrit un triplé pour son premier match, mais la suite est moins brillante. VA se retrouve relégable à la mi-saison. Sans moyens financiers, l'équipe n'est pas renforcée et connaît la descente en D2 en fin de saison. C'est une véritable déconvenue pour les supporters qui voyaient VA se pérenniser dans l'élite. Le club ne reste qu'une saison en D2 et remonte dès l'année suivante après une 2e place devant notamment Bordeaux et Marseille.
Pour son retour en Division 1, lors de la saison 1962-63, VA a pour objectif de simplement se maintenir. Pourtant, les bonnes performances s’enchaînent, si bien que Bonnel puis Masnaghetti sont appelés en équipe de France. Ce dernier bat le record de plus grand nombre de journées d'affilée avec au moins un but marqué (17 buts en 13 journées) et termine la saison meilleur buteur du championnat avec 35 buts. L'USVA se classe finalement à une belle 9e place. La saison finie, les joueurs s'envolent pour New York pour y disputer un tournoi amical. L'ascension de l'USVA se poursuit l'année suivante, elle se retrouve même sur le podium à la mi-saison. Meilleure défense du championnat, VA termine finalement 6e. Les bonnes performances se sont poursuivis en Coupe de France avec une demi-finale. Après New York, l'équipe est choisie par la Fédération pour être le représentant français lors d'une tournée à Hong-Kong.
En 1964-1965, Domergue conserve le même effectif. La continuité du travail de l'entraîneur va porter ses fruits. L'équipe caracole en tête du championnat et après une victoire contre le champion de France en titre, Saint-Étienne le 22 novembre 1964, VA prend seul la tête du championnat. VA est toujours en tête à la trêve et Domergue est élu entraîneur français de l'année 1964 par le magazine France Football[réf. nécessaire]. En janvier 1965, le magazine loue sa capacité à insuffler la passion a ses joueurs, et à leur permettre de se dépasser. En fin de championnat, l’équipe voit cependant Nantes et Bordeaux lui passer devant. Lors de l'avant-dernière journée, l'équipe ne parvient pas à faire mieux qu'un nul 0-0 contre les Girondins et abandonne tout espoir pour le titre. Finalement, VA doit se contenter d'une 3e place à trois unités des Nantais. Trois ans après son retour parmi l'élite, VA termine sur le podium. Il s'agit du meilleur classement de l'histoire du club. Domergue maintient logiquement sa confiance à son groupe la saison suivante. Les résultats sont toujours au rendez-vous. Après 13 journées de championnat, VA est dauphin du FC Nantes de José Arribas, autre club novateur tactiquement. L'équipe termine pourtant une nouvelle fois à la 3e position. Malgré des résultats jamais vus auparavant de son équipe, Nungesser n'attire pas les foules et ce manque de soutien populaire n'a pas aidé Valenciennes à décrocher le titre.
À la suite de ces deux podiums consécutifs, Domergue décide de quitter l'USVA. Pendant ses treize années sur le banc valenciennois, il a permis au club de passer du milieu de tableau de D2 au sommet du football français, grâce au choix heureux de joueurs tels que Louis Provelli, Wolfgang Matzky, Guy Guillon, Jean-Pierre Guinot, Joseph Magiera ou Bolec Kocik qui ont tous participé à cette époque glorieuse et ses choix tactiques audacieux. Valenciennes est alors réputé pour son jeu novateur, inspiré du 4-2-4 des sélections nationales hongroise et brésilienne, appuyé sur des passes courtes, le jeu d'évitement et la défense en ligne exposant les attaquants adverses au hors-jeu, qui tranche avec le classique « WM », le jeu de passe direct, et le rôle du libéro positionné derrière sa défense. Domergue passe pour être un entraîneur exigeant et rigoureux, qui demande un investissement maximum de ses joueurs et un esprit collectif,.

### Entraîneur reconnu mais sans succès
Proche de Georges Boulogne, Domergue est régulièrement sollicité pour encadrer les stages nationaux d'entraîneur.
À la sortie de sa période valenciennoise, Domergue est invité à intégrer l'encadrement de l'équipe de France pour la Coupe du monde 1966, aux côtés de Henri Guérin, sélectionneur, et Lucien Jasseron, entraineur lyonnais de huit ans son aîné, apôtre d'un football défensif,. Incapable de mettre en place des principes tactiques clairs, avec des joueurs eux-mêmes habitués à différents styles de jeu en club (le Nantais Robert Budzynski entamant par exemple les deux premiers matchs comme libéro), l'équipe de France déçoit : elle concède le match nul contre le Mexique, puis s'incline face à l'Uruguay. Pour son dernier match face à l'Angleterre, pays organisateur, les entraîneurs adoptent finalement un 4-3-3 avec une défense en ligne. Mais plombée par les blessures de Robert Herbin puis Jacques Simon, la France s'incline encore (2-0).
Robert Domergue est alors recruté par l'Olympique de Marseille de l'ambitieux président Marcel Leclerc, tout juste remonté en première division. Il reprend une équipe habituée au « béton », le jeu défensif auquel il s'oppose, et peine à inculquer à son groupe ses principes de jeu. Le promu finit neuvième puis quatrième l'année suivante, sans remporter le trophée espéré par son président. Après un début de championnat décevant, il est critiqué nommément par le journaliste Robert Vergne dans le magazine France Football, chose rare à l’époque pour un entraineur. Il est limogé par le président en novembre 1968, qui réinstalle son prédécesseur Mario Zatelli, resté au club s'occuper de l’équipe réserve. Les Marseillais remportent la Coupe de France en fin de saison.
Il finit la saison à l'Espérance sportive de Tunis, qu'il mène en finale de la Coupe de Tunisie, puis revient la saison suivante en France, l'AS Monaco, tombé en Division 2, qu'il ne parvient pas à faire remonter.
Il revient alors à Valenciennes, qui vient de finir à la dernière place en championnat mais a été repêché administrativement. Il ne réalise cependant pas de miracle, le club est lourdement endetté et l'équipe est trop limitée, malgré les 22 buts de Joseph, venu le rejoindre de Marseille. VA joue son maintien à la dernière journée à domicile contre le Red Star mais s'incline 1-2. Domergue reste en poste malgré la relégation et s'appuie sur des jeunes, notamment Didier Six et Dominique Dropsy, pour permettre au club de rebondir. En tête de son groupe lors de la dernière journée, l'USVA perd son dernier match mais bénéficie de la défaite de son dauphin, Limoges. Son ticket en D1 en poche, Valenciennes affronte les vainqueurs des autres groupes, Sedan et Strasbourg pour le titre de champion de D2. Vainqueur de ses deux adversaires, l'USVA remporte le premier titre national de son histoire. De retour en D1, Domergue, en conflit avec les dirigeants, se voit priver des commandes et de donner sur les transferts. Il est finalement remercié en décembre et son adjoint Jean-Pierre Destrumelle prend sa place.
En février 1973, il est recruté comme directeur sportif par le RC Strasbourg, qui sort d'une grave crise de gouvernance. Casimir Nowotarski est son entraîneur. Le club évite in extremis un retour immédiat en D2 à la faveur d'un redressement spectaculaire. A l’été 1973, Domergue renouvelle largement l'effectif en se focalisant sur des joueurs en devenir, dont trois venant de Valenciennes (Joseph, Dropsy et Duguépéroux), ainsi que le capitaine du Hadjuk Split, Ivan Hlevnjak, et l'international israélien Giora Spiegel. Il se voit par contre imposer le retour de Gilbert Gress, joueur emblématique du club. Domergue impulse également l'installation d'un centre de formation, avec l'aide de Jacques Berthommier, conformément aux consignes de Georges Boulogne, devenu directeur technique national de la Fédération française. Pourtant Domergue ne fait pas consensus au sein du club. Extrêmement exigeant et peu porté sur le dialogue, ses relations avec certains joueurs et dirigeants sont notoirement difficiles, notamment avec Gress. Domergue est même un temps privé de déplacement avec l'équipe, afin de réduire le risque de conflit.
Après un début de saison manqué, Nowotarski est cependant limogé des le mois novembre 1973 et Domergue installé comme entraîneur, apparemment contre son gré. Malgré tout il parvient à rétablir la situation et l’équipe termine au 8e rang. Il souhaite cependant redevenir directeur sportif, et cherche un nouvel entraîneur, qui lui est finalement imposé en la personne du Néerlandais Hennie Hollink. Le duo fonctionne assez difficilement et Domergue est finalement écarté en décembre 1975.
En 1976, Domergue reprend du service avec son club formateur, l'AS Cannes, en Division 2. Il y crée un centre de formation réputé un et reste en poste jusqu'en janvier 1981, sans parvenir à faire monter le club en Division 1 (son meilleur classement est une 3e place en 1980, où il est notamment devancé par l'AJ Auxerre du jeune Guy Roux). Affaibli par un souci de santé, il est remplacé par son joueur Charly Loubet après une élimination précoce en Coupe de France.
Il reprend cependant du service des le mois de février 1981 à l'US Dunkerque, toujours en Division 2, avec lequel il termine la saison. Il doit y faire avec une situation économique très dégradée et un désintérêt grandissant du public. Lors de la saison 1982-1983, le club demande à être intégré dans le groupe sud de la deuxième division afin de proposer des affiches inédites contre Marseille, Toulon ou encore Nice. Malgré des résultats méritoires, la situation générale du club ne s’améliore pas et il dépose finalement le bilan en avril 1984. Domergue arrête là, à 62 ans, une carrière d’entraîneur longue de 34 ans.
Il se retire alors dans la région cannoise, où il décède le 22 janvier 2014,.

## Palmarès

### Joueur
- Vice-champion de France 1944 (amateur) avec l'AS Cannes

### Entraîneur
- Champion de France de Division 2 en 1972 avec l'US Valenciennes-Anzin
  - Vice-champion de France Division 2 en 1962 avec l'US Valenciennes-Anzin
- Finaliste de la Coupe Charles Drago en 1959 avec l'US Valenciennes-Anzin
- Finaliste de la Coupe de Tunisie en 1969 avec l'Espérance de Tunis

## Statistiques
La date des débuts professionnels de Robert Domergue comme entraineur, et son bilan statistique, ne sont pas certains. Le site footballdatabase.eu indique en janvier 2023 qu'il commence sa carrière d’entraîneur dès le début de la saison 1950-1951 avec l'Olympique alésien en Division 2, tandis que le site officiel du club alésien indique lui qu'il ne débute qu'en 1951. Le même site footballdatabase.eu lui attribue à la même date d'avoir dirigé un total de 1 207 matchs, dont 1 090 matchs de championnat (Division 1 et Division 2), et respectivement 1 172 et 1 056 si on ne compte pas la saison 1950-1951.
Cependant, au moment de son décès en 2014, la presse lui attribue généralement 1 046 matchs de championnat, comme reporté dans la thèse de Laurent Grün, sans que l'on n'en connaisse le détail, ce qui en fait toujours le deuxième entraîneur le plus capé du football professionnel français derrière Guy Roux.
| Période   | Club                   | Matchs | V   | N   | D   |
| --------- | ---------------------- | ------ | --- | --- | --- |
| 1951-1953 | Olympique alésien      | 74     | 13  | 14  | 27  |
| 1953-1966 | US Valenciennes-Anzin  | 536    | 226 | 125 | 185 |
| 1966-1968 | Olympique de Marseille | 93     | 33  | 26  | 34  |
| 1968-1969 | Espérance de Tunis     |        |     |     |     |
| 1969-1970 | AS Monaco              | 34     | 11  | 9   | 14  |
| 1970-1972 | US Valenciennes-Anzin  | 91     | 37  | 18  | 36  |
| 1973-1974 | RP Strasbourg-Meinau   | 30     | 12  | 7   | 11  |
| 1976-1981 | AS Cannes              | 191    | 81  | 49  | 61  |
| 1981-1984 | US Dunkerque           | 123    | 40  | 37  | 46  |
| Total     | Total                  | 1172   | 453 | 285 | 414 |